# Стара Хута (Дјетва)
Стара Хута (слч. Stará Huta) насељено је мјесто са административним статусом сеоске општине (слч. obec) у округу Дјетва, у Банскобистричком крају, Словачка Република.

## Становништво
| Година:    | 1994. | 2004.    | 2014.    | 2024.   |
| ---------- | ----- | -------- | -------- | ------- |
| Број људи: | 422   | 377      | 335      | 302     |
| Разлика:   |       | -10,66 % | -11,14 % | -9,85 % |

| Година:    | 2023. | 2024.   |
| ---------- | ----- | ------- |
| Број људи: | 309   | 302     |
| Разлика:   |       | -2,26 % |

Према подацима о броју становника из 2011. године насеље је имало 333 становника.